# Empresa Pública de Suelo de Andalucía
La Empresa Pública de Suelo de Andalucía, conocida como EPSA, fue la empresa instrumental de la Junta de Andalucía, adscrita a la Consejería de Obras Públicas y Vivienda, para el desarrollo de sus políticas de suelo y vivienda.
La Empresa Pública de Suelo de Andalucía se constituyó con la intención de dotar a la Comunidad Autónoma de Andalucía de un instrumento ágil y eficaz para intervenir en el mercado de suelo mediante la producción de suelo urbanizado y la cooperación con los Ayuntamientos en la ejecución del planeamiento urbanístico.
Por la Ley 4/2013 de 1 de octubre, pasó a convertirse en la Agencia de Vivienda y Rehabilitación de Andalucía.

## Objeto social
Tenía como objeto social las siguientes materias:
• El desarrollo y ejecución de los Planes de Urbanismo y de programas de la Junta de Andalucía, mediante actuaciones de gestión urbanística y de promoción, preparación y desarrollo de suelo para fines residenciales, industriales, de equipamiento y de servicios.
• La realización, como promotor público, de actuaciones protegibles en materia de vivienda.
• La administración y gestión del patrimonio que constituye el parque de viviendas de Protección Oficial de Promoción Pública de Andalucía, así como los locales comerciales, los garajes vinculados o no a ellas y las edificaciones complementarias de la correspondiente promoción, cuya titularidad o gestión le sea cedida por el Consejo de Gobierno.
• La ejecución de los programas que, referidos a las actividades que guarden relación con su objeto, le sea encargada por la Administración autonómica o por las Entidades Locales de Andalucía.
• El ejercicio de las potestades administrativas que le sean atribuidas o delegadas por la Consejería de Vivienda y Ordenación del Territorio relacionadas con su objeto y, en particular, la potestad sancionadora, así como la tramitación y concesión de subvenciones y ayudas públicas, actuando en estos casos con sujeción a las normas de Derecho Público.
Tres rasgos esenciales caracterizaban, pues, a la Empresa Pública de Suelo de Andalucía (EPSA):
a) Su dimensión pública, que obliga a que su actividad se ajuste a un programa público de intervención en desarrollo de su objeto social y, su funcionamiento, a los principios generales de la actuación pública.
b) Su carácter instrumental, como órgano especializado de la Comunidad Autónoma para el desarrollo y ejecución de políticas públicas, lo que le exige una referencia constante a la acción del Gobierno regional expresada en Planes y Programas de la Junta de Andalucía.
c) Su dimensión empresarial, por la que debe adoptar un modelo de gestión basado en los principios de eficacia, eficiencia y economía como principios rectores de su organización y funcionamiento, y a que actúe con criterios empresariales que aseguren el equilibrio económico de sus actuaciones.

## Líneas de actividad
El objeto social de la empresa delimitó las dos grandes áreas de su actividad, asociadas a sendas políticas públicas:
1) Una actuación en materia urbanística y de política de suelo, que configuró a EPSA como el instrumento operativo de la Junta de Andalucía a nivel regional para la intervención en el mercado, la ejecución del planeamiento territorial y urbanístico y la realización de actuaciones asociadas a las políticas sectoriales de la Comunidad Autónoma.
En esta línea de actividad y como programas específicos se incardinaron los de Espacios Públicos y de Apeaderos, que buscaban complementar la actuación de la Empresa en la búsqueda de ciudad equipada y dotada
2) Una intervención en materia de vivienda, en su consideración de promotor público de actuaciones protegibles y como gestor y administrador del parque de viviendas públicas, en desarrollo y ejecución de los planes y programas de vivienda que formulase la Comunidad Autónoma.
En esta línea de actividad y con el objetivo de la mejora y conservación de la ciudad construida se desarrollaron los programas específicos de las Áreas de Rehabilitación Concertada y los de Rehabilitación Integral de Barriadas.